# Zespół wątrobowo-nerkowy
Zespół wątrobowo-nerkowy (używany jest skrótowiec HRS od ang. hepatorenal syndrome) – stan kliniczny, który charakteryzuje się nieprawidłową czynnością nerek oraz dużego stopnia zaburzeniami hemodynamicznymi, głównie w zakresie tętniczego łożyska naczyniowego, i zmianami w aktywności endogennych czynników wpływających na kurczliwość mięśni ścian naczyń u chorych z niewydolnością wątroby.

## Etiologia i patogeneza
Zespół wątrobowo-nerkowy rozwija się najczęściej w przebiegu marskości wątroby, rzadziej w przebiegu niewydolności wątroby związanej z innego typu uszkodzeniem tego narządu. Patogeneza zespołu wątrobowo-nerkowego nie jest dokładnie poznana. Pierwotnie udział w rozwoju tego stanu klinicznego ma nadciśnienie wrotne, które prowadzi do poszerzenia naczyń krwionośnych związanego z aktywacją czynników rozszerzających naczynia w krążeniu trzewnym (np. tlenek azotu, prostacyklina, prostaglandyna E2, ANP). To zjawisko prowadzi do spadku oporu ogólnoustrojowego (oporu układowego) w krążeniu tętniczym, co aktywuje z kolei układ współczulny oraz układ renina–angiotensyna–aldosteron. Aktywacja tych układów oraz działanie endogennych czynników zwężających naczynia na tętniczki doprowadzające kłębuszków nerkowych (np. angiotensyna II, adrenalina, endotelina-1, adenozyna) powoduje spadek szybkości przesączania kłębuszkowego w nerkach. W efekcie dochodzi do niewydolności nerek.

## Wyznaczniki kliniczne i laboratoryjne
Nie ma objawów specyficznych dla zespołu wątrobowo-nerkowego.
W przebiegu tego stanu klinicznego mogą występować:
- hiperbilirubinemia
- wydłużenie czasu protrombinowego
- trombocytopenia
- encefalopatia wątrobowa
- hipoalbuminemia
- dużego stopnia wodobrzusze
- niskie ciśnienie tętnicze (skurczowe poniżej 80 mm Hg)
- spadek oporu obwodowego
- tachykardia
- krążenie hiperkinetyczne
- oliguria
- zatrzymanie sodu w organizmie
- hiponatremia z rozcieńczenia.

## Kryteria rozpoznania
- Kryteria duże:
  - kreatynina w surowicy krwi powyżej 1,5 mg/dl (133 μmol/l) po odstawieniu diuretyków na okres co najmniej 5 dni
  - wykluczony wstrząs, zakażenia bakteryjne, odwodnienie, leki nefrotoksyczne
  - brak poprawy czynności nerek mimo zaprzestania podawania diuretyków i przetoczenia 1500 ml 0,9% NaCl
  - brak proteinurii i ultrasonograficznych cech nefropatii zaporowej lub śródmiąższowej choroby nerek

- Kryteria małe:
  - diureza poniżej 500 ml na dobę
  - stężenie sodu w moczu poniżej 10 mmol/l
  - osmolalność moczu większa niż osmolalność osocza
  - ilość krwinek czerwonych w moczu mniejsza niż 50 erytrocytów w polu widzenia
  - stężenie sodu w osoczu poniżej 130 mmol/l

Tylko duże kryteria są wymagane do rozpoznania zespołu wątrobowo-nerkowego.

## Typy zespołu wątrobowo-nerkowego

### Typ 1 zespołu wątrobowo-nerkowego
Podwojenie wyjściowej wartości kreatyniny w surowicy w ciągu 2 tygodni do poziomu powyżej 2,5 mg/dl albo redukcja wyjściowego klirensu kreatyniny o 50% w ciągu 2 tygodni do wartości poniżej 20 ml/min.

#### Czynniki sprzyjające i wyzwalające
- infekcje bakteryjne (spontaniczne bakteryjne zapalenie otrzewnej, sepsa)
- leki nefrotoksyczne
- marskość alkoholowa
- ostre alkoholowe zapalenie wątroby
- ostre krwawienie żołądkowo-jelitowe
- nadmierna diureza
- upuszczenie płynu puchlinowego w ilości powyżej 5 litrów bez dożylnego podania roztworu albumin

#### Przebieg
- ciężka forma choroby, szybka progresja, zła prognoza
- średnia przeżycia poniżej 2 tygodni
- wszyscy chorzy umierają w ciągu 8–10 tygodni

### Typ 2 zespołu wątrobowo-nerkowego
Wartość kreatyniny w surowicy powyżej 1,5 mg/dl i niespełnione kryteria typu 1.

#### Czynniki sprzyjające i wyzwalające
- wodobrzusze oporne na leczenie diuretykami

#### Przebieg
- wolniejszy rozwój choroby
- lepsze rokowanie
- średnia przeżycia około 6 miesięcy

## Leczenie
Pacjenci z potwierdzonym zespołem wątrobowo-nerkowym (zwłaszcza typu 1) powinni być leczeni na oddziale intensywnej terapii. Należy monitorować podstawowe parametry życiowe (tętno, ciśnienie tętnicze, ośrodkowe ciśnienie żylne), kontrolować poziom elektrolitów i parametrów wydolności nerek oraz wątroby. Konieczne jest prowadzenie bilansu płynów przyjętych i wydalonych przez chorego. Ogranicza się spożycie płynów do ilości mniejszej niż 1 litr na dobę i stosuje dietę z niską zawartością sodu. Niekiedy wskazane jest nakłucie jamy otrzewnej i upuszczenie płynu puchlinowego.
Wymienione poniżej metody stosuje się głównie w zespole wątrobowo-nerkowym typu 1.

### Leki obkurczające naczynia trzewne
- analogi wazopresyny (terlipresyna)
- analogi somatostatyny (oktreotyd)
- agonisty receptorów α-adrenergicznych (midodrin, noradrenalina)

Leczenie lekami zwężającymi naczynia jest niewskazane u pacjentów z chorobami serca, naczyń obwodowych i/lub naczyń mózgowych. Podczas podawania tych preparatów konieczne jest dożylne podawanie roztworu albuminy.

### Przezszyjne wewnątrzwątrobowe zespolenie wrotno-układowe
Jest to metoda służąca zmniejszaniu ciśnienia w przepływie wrotnym, a więc likwidacji pierwszego etapu rozwoju zespołu wątrobowo-nerkowego.

### Leczenie dializacyjne
- hemodializa
- dializa otrzewnowa
- hemofiltracja
- dializa wątrobowa (MARS)

### Przeszczepienie wątroby
Jest to jedyna metoda usuwająca przyczynę zespołu wątrobowo-nerkowego.